# تشاو نا
تشاو نا هي دراجة صينية، ولدت في 29 أبريل 1984 في الصين.